# السمنة والسرطان
لقيت العلاقة بين السمنة، كما تم تعريفها طبقًا لمؤشر كتلة الجسم بدءاً من 30 أو أعلى، وخطر الإصابة بمجموعة متنوعة من أنواع السرطان قدراً كبيراً من الاهتمام في السنوات الأخيرة. ارتبطت السمنة بزيادة خطر الإصابة بسرطان المريء وسرطان البنكرياس وسرطان القولون والمستقيم وسرطان الثدي (بين النساء بعد سن اليأس) وسرطان الرحم وسرطان الكلى وسرطان الغدة الدرقية وسرطان المرارة. كما تؤدي السمنة أيضاً إلى زيادة الوفيات المرتبطة بالسرطان.

## أهمية السمنة كعامل للإصابة بالسرطان

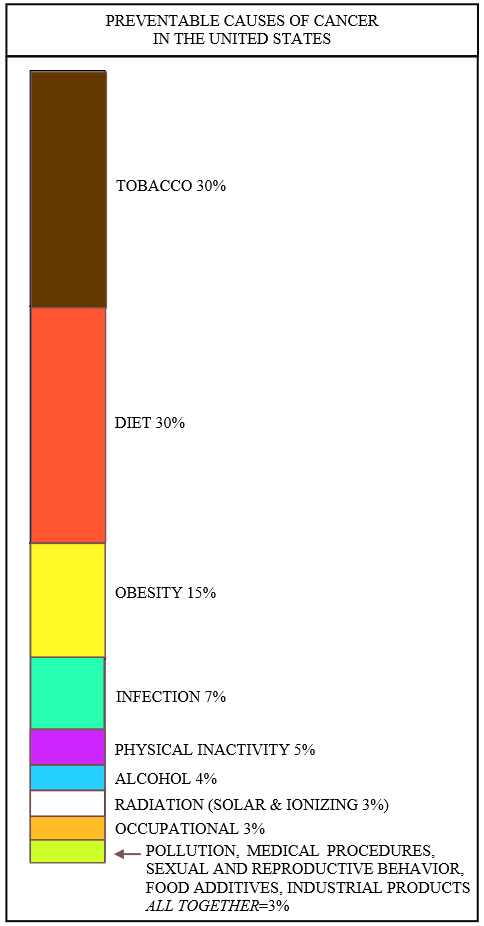
المستويات النسبية التقريبية للأسباب التي يمكن الوقاية منها للسرطان في الولايات المتحدة، مأخوذة من مقالة الوقاية من السرطان.

يمكن الوقاية من حوالي 75-80٪ من جميع أنواع السرطان في الولايات المتحدة، إذا تم تجنب عوامل الخطر، ويبدو أن السمنة تُصنف كثالث أهم عامل خطر لللإصابة بالسرطان في الولايات المتحدة، كما أنها تشكل حوالي 15٪ من جميع أنواع السرطان التي يمكن الوقاية منها.

## الآلية
تعتبر الآليات التي ترفع السمنة من خلالها خطر الإصابة بالسرطان آليات ليست بالمفهومة جيداً، ولكن يعتقد أن التأثيرات المشتركة للأنسجة الدهنية وتغيرات الغدد الصماء التي تصاحبها بين الأشخاص الذين يعانون من السمنة تتفاعل معاً لتعزيز بدء الورم وانتشاره. كما تخلق الأنسجة الدهنية بيئة التهابية تعزز قدرة الخلايا السرطانية على التحلل.
يشير المعهد الوطني للسرطان في الولايات المتحدة إلى أن إحدى الطرق الرئيسية التي يمكن أن تسبب السمنة من خلالها الإصابة بالسرطان هي عن طريق تعزيز التهاب مزمن منخفض المستوى، والذي يمكن، مع مرور الوقت، أن يسبب تلف الحمض النووي الذي يؤدي إلى السرطان. تمت مراجعة الأبحاث التي تدعم هذا الرأي من قبل سيردا وآخرون. كما تلعب أيضاً عدد من التغيرات الهرمونية، والتمثيل الغذائي وغيرهما من التغيرات الناجمة عن السمنة دوراً في اللإصابة بالسرطان. تلخص مراجعة كتبها طاهر غرابي وآخرون أن السمنة تحفز التغيرات في الأوعية الدموية، وحدوث الالتهاب، والتفاعل بين السيتوكينات الالتهابية، وهرمونات الغدد الصماء، والمواد المحفزة للخلايا الدهنية بما في ذلك اللبتين والأديبونيكتين، والأنسولين، وعوامل النمو، وهرمون الاستروجين، وهرمون البروجسترون وأيض الخلية.
يبدو أن تلف الحمض النووي هو السبب الرئيسي للسرطان. لا يتضح أي من العوامل المتغيرة بسبب السمنة أن تكون هي المصدر الرئيسي لإلحاق الضرر بالحمض النووي مما يسبب زيادة خطر الإصابة بالسرطان في الأشخاص الذين يعانون من السمنة المفرطة. ومع ذلك، لوحظ كلٌ من انخفاض إصلاح الحمض النووي وزيادة تلف الحمض النووي في الأشخاص الذين يعانون من السمنة المفرطة.

### انخفاض إصلاحالحمض النووي
لوحظ لأول مرة في عام 2005، أن هناك أدلة على أن زيادة السمنة ترتبط بانخفاض القدرة على إصلاح الحمض النووي. وقد تبين ذلك، على وجه الخصوص، لدى النساء المصابات بسرطان الثدي.
تنخفض قدرة الخلايا الليمفاوية في النساء بعد سن اليأس مع إصابتهم بالسمنة بقدرة إصلاح الحمض النووي مقارنة مع النساء غير البدينات بعد سن اليأس.
عند انخفاض إصلاح الحمض النووي بسبب السمنة، تتراكم الأضرار اللاحقة بالحمض النووي. عند زيادة أضرار الحمض النووي الناجمة عن السمنة في الخلايا المتماثلة، فإن هذا يتسبب في حدوث الطفرات المسببة للأورام من خلال زيادة إمكانية حدوث الأخطاء أثناء عملية نسخ الحمص النووي.

### زيادة تلف الحمض النووي
لوحظ زيادة 8 أضعاف و 5.6 ضعف في الأضرار اللاحقة بالحمض النووي في الخلايا الليمفاوية للأطفال الذين يعانون من السمنة المفرطة وزيادة الوزن على التوالي، بالمقارنة مع الأطفال ذوي الوزن الطبيعي، وتقييمها من قبل مقايسة التركيز غاما-H2AX. يعكس فحص غاما-H2AX عمومًا وجود فواصل مزدوجة على شريطي الحمض النووي، على الرغم من أن الفحص قد يشير إلى الأضرار اللاحقة بالحمض النووي الأخرى كذلك. وبالمثل، كانت هناك زيادة 2.7 ضعف و 2.5 ضعف في الأنوية الدقيقة للخلايا الليمفاوية في الأطفال الذين يعانون من السمنة المفرطة وزيادة الوزن على التوالي، بالمقارنة مع الأطفال ذوي الوزن الطبيعي.عادة ما تكون الأنوية الصغيرة علامة على التسمم وعدم الاستقرار الكروموسومي (انظر النواة).
يعتبر تركيز 8-ديهيدرو -2'- ديوكسيغانوزين (8-oxodG) في الخلايا الليمفاوية في الدم المحيطي مؤشر لتلف الحمض النووي النووي. تسبب الأضرار الناجمة عن (8-oxodG) بعض الطفرات. تم قياس مستوى (8-oxodG)في 58 مريض يعانون من زيادة الوزن والسمنة المفرطة وكذلك في 20 فرد يتمتعون بوزن الطبيعي. ارتبط مستوى (8-oxodG) إيجابيًا مع كتلة الجسم، ومؤشر كتلة الجسم، ومحيط الورك وتركيز الدهون الثلاثية.
في دراسة أجراها دونميز-ألتونتاس وآخرون، [20] تم اختبار 83 مريض يعانون من السمنة المفرطة، و21 مريض يعانون من الوزن الزائد و21 فرد يتمتعون بوزن الطبيعي. وقد وجد أن تكرار أضرار الحمض النووي المقاسة بترددات الأنوية الدقيقة والجسور النووية والبراعم النووية تكون أعلى بكثير في الخلايا الليمفاوية بين الأشخاص الذين يعانون من السمنة المفرطة مقارنة بمن يتمتعون بوزن طبيعي أوالإفراط في الوزن (P <0.01 و p <0.05) على التوالي.
استخدم هوفر وآخرون، إنزيم فورماميدوبيريميدين المحلل للحمض النووي والفصل الهلامي الكهربائي لقياس مستويات الضرر اللاحقة بالحمض النووي. ووجد الباحثون عاملين مؤثرين على تلف الحمض النووي لدى السكان الأصحاء. كان العاملان تناول الفاكهة (تناول الفاكهة بكميات عالية، يخفض من الضرر اللاحق بالحمض النووي) ومؤشر كتلة الجسم (ارتفاع مؤشر كتلة الجسم، يرفع من تلف الحمض النووي).
في دراسة أجراها تافورت كاردونا وآخرون، وجدوا أن انخفاض إصلاح الحمض النووي في النساء بعد سن اليأس يرتفع بين من يعانون من السمنة المفرطة، كما وجدوا أيضًا زيادة الأضرار اللاحقة بالحمض النووي، عند قياسها بترددات انحرافات الكروموسوم، في النساء بعد سن اليأس الذين يعانون من السمنة المفرطة.

## ارتباط السمنة بأماكن الإصابة بالسرطان

### سرطان المثانة
ترتبط السمنة بزيادة خطر الإصابة بسرطان المثانة.

### سرطان الثدي
وُجد أن السمنة تقلل من خطر الإصابة بسرطان الثدي بين النساء الأفريقيات والقوقازيات، ولكنها تزيدها بين النساء الآسيويات. وترتبط البدانة أيضًا بانخفاض معدل البقاء بين النساء المصابات بسرطان الثدي، بغض النظر عن حدوث السرطان قبل أو بعد انقطاع الطمث.

### سرطان القولون والمستقيم
ترتبط كل من السمنة العامة والطرفية بزيادة خطر الإصابة بسرطان القولون والمستقيم. وقد تم الإبلاغ عن زيادة الخطر النسبي بين الأشخاص الذين يعانون من السمنة المفرطة مقارنة بالوزن الطبيعي إلى 1.334. كما تم الإبلاغ عن وجود ارتباط بين زيادة مؤشر كتلة الجسم وخطر الورم الحميد بالقولون والمستقيم، وكذلك وجود علاقة بين جرعة العلاج والاستجابة بين مؤشر كتلة الجسم وخطر الغدة القولون والمستقيم. كما ترفع زيادة مؤشر كتلة الجسم أيضًا من نسب جميع الوفيات والوفيات الناجمة عن سرطان القولون والمستقيم على وجه التحديد بين الأشخاص الذين تم تشخيصهم بسرطان القولون والمستقيم.

## سرطان الرئة
وُجد أن السمنة تقي من خطر سرطان الرئة، وخاصةً بين الذين يدخنون أو يدخنون السجائر.

### سرطان الخلية الكلوية
تعتبر السمنة أحد العوامل المساهمة في الإصابة بسرطان الخلية الكلوية.

### سرطان الغدة الدرقية
يرتفع خطر الإصابة بسرطان الغدة الدرقية بين من يعانون من السمنة المفرطة عند مقارنتهم بذوي الوزن الطبيعي.